# Sukamulya (Tuah Negeri)
Sukamulya is een bestuurslaag in het regentschap Musi Rawas van de provincie Zuid-Sumatra, Indonesië. Sukamulya telt 1023 inwoners (volkstelling 2010).